# Zasady wiary (mormonizm)
Zasady wiary – akceptowane przez świętych w dniach ostatnich wyznanie wiary, zredagowane przez Josepha Smitha. Pierwotnie były częścią listu wysłanego w 1842 r. do Johna Wentworth’a – redaktora czasopisma Chicagowski Demokrata. Jest to zwięzły zbiór podstawowych przekonań, które akceptuje większość kościołów z nurtu mormońskiego jako autorytatywny wykład swojej wiary. Niektóre denominacje Świętych w Dniach Ostatnich, w tym największy Kościół Jezusa Chrystusa Świętych w Dniach Ostatnich, włączyły zasady wiary do kanonu świętych ksiąg. Wchodzą w skład Perły Wielkiej Wartości.

## Treść
1. Wierzymy w Boga, Wiecznego Ojca, w Jego Syna, Jezusa Chrystusa, i w Ducha Świętego.
2. Wierzymy, że ludzie zostaną ukarani za swe własne grzechy, a nie za grzech pierworodny Adama.
3. Wierzymy, że przez zadośćuczynienie Chrystusa cała ludzkość, przestrzegając praw i obrzędów Ewangelii, może dostąpić zbawienia.
4. Wierzymy, że tymi obrzędami [podstawowymi zasadami i obrzędami Ewangelii] są: 1. Wiara w Pana Jezusa Chrystusa; 2. Odpokutowanie; 3. Chrzest przez zanurzenie dla odpuszczenia grzechów; 4. Nałożenie rąk dla otrzymania daru Ducha Świętego.
5. Wierzymy, że do nauczania Ewangelii i odprawiania jej obrzędów, konieczne jest powołanie od Boga przez proroctwo i nałożenie rąk przez tych, którzy mają Jego pełnomocnictwo.
6. Wierzymy w poprawność organizacji, jaka istniała we wczesnym Kościele Jezusa Chrystusa, tj. organizacji z apostołami, prorokami, pastorami, nauczycielami, ewangelistami itd.
7. Wierzymy w dar języków, proroctwa, objawienia, wizji, uzdrawiania, tłumaczenia języków, itd.
8. Wierzymy, że Biblia jest słowem Bożym, o ile jest poprawnie przetłumaczona. Wierzymy także, że Księga Mormona jest słowem Bożym.
9. Wierzymy we wszystko, co Bóg objawił, wszystko, co teraz objawia, i wierzymy także, że objawi On jeszcze wiele wielkich i doniosłych rzeczy w odniesieniu do Królestwa Bożego.
10. Wierzymy, że nastąpi dosłowne zgromadzenie Izraela i przywrócenie Dziesięciu Plemion. Wierzymy, że Syjon (Nowa Jerozolima) zostanie zbudowany na tym kontynencie [kontynencie amerykańskim], że Chrystus będzie osobiście królował na Ziemi, która zostanie odrodzona i otrzyma swą rajską chwałę.
11. Domagamy się przywileju czczenia Wszechmogącego Boga według tego, co nam dyktuje nasze sumienie i przyznajemy ten sam przywilej wszystkim ludziom niech czczą na swój sposób, gdziekolwiek i cokolwiek czcić pragną.
12. Wierzymy w posłuszeństwo królom, prezydentom, władcom i rządom; w przestrzeganie, poszanowanie i poparcie dla prawa.
13. Wierzymy w uczciwość, wierność, cnotę, dobrą wolę, szlachetność i dobroczynność wobec wszystkich ludzi, w istocie możemy powiedzieć, że kierujemy się upomnieniem Pawła - we wszystkim mamy pełną nadzieję i ufność, przetrwaliśmy wiele i mamy nadzieję wytrwać do końca; wszystko, co jest cnotą, zaletą, uznane za dobre czy godne pochwały staje się naszym celem.